# Luis Pizarro
Luis Pizarro Medina (Alcalá de los Gazules, Cádiz, 13 de diciembre de 1947) es un político español. Fue Senador en las Cortes Generales desde 1986 a 2009 y consejero de Justicia de la Junta de Andalucía desde 2010 a 2011.

## Biografía
Tiene dos hijos y dos hermanas, una de ellas es María Pizarro Medina, la cual es también madre del cantante Alejandro Sanz. Uno de los hijos es el alcalde de Alcalá de los Gazules, Javier Pizarro. Pizarro también tiene un primo hermano llamado Alfonso Perales, ya fallecido.
Su actividad política comenzó en el ámbito municipal. Entre 1979 y 1983 fue concejal delegado de Obras Públicas y Servicios y posteriormente fue primer teniente de alcalde y portavoz del grupo municipal socialista en el Ayuntamiento de Cádiz y en 1986 fue elegido diputado del Parlamento de Andalucía por Cádiz, ocupando su escaño hasta la actualidad.
Entre 1990 y 2009 fue senador por la comunidad autónoma de Andalucía, y entre 2008 y 2010 ocupó el cargo de vicesecretario general del PSOE de Andalucía.
En 2009 accede el cargo de consejero de Gobernación de la Junta de Andalucía, asumiendo un año más tarde las competencias de Justicia, pero el 4 de abril de 2011 presenta su dimisión por diferencias personales con el presidente de la Junta, José Antonio Griñán.
Hoy en día es presidente de la Comisión de Medio Ambiente en el Parlamento andaluz.